# یان کوژلو
یان کوژلو (انگلیسی: Jan Koželuh؛ زاده ۲۹ ژانویه ۱۹۰۴ درگذشته) یک تنیس‌باز اهل چکسلواکی بود.